# Alkoholisme
Alkoholisme, alkoholbrugsforstyrrelse eller AUD (fra engelsk: ''alcohol use disorder) er bredt defineret enhver indtagelse af alkohol, der resulterer i mentale eller fysiske helbredsproblemer. Forstyrrelsen blev tidligere opdelt i to typer: alkoholmisbrug og alkoholafhængighed. Lægevidenskabeligt siges alkoholisme at eksistere, når to eller flere af disse betingelser er opfyldt: en person drikker større mængder alkohol over en længere periode, har problemer med at skære ned, bruger lang tid på at anskaffe og drikke alkohol, alkohol er stærkt eftertragtet, alkoholforbrug resulterer i at personen ikke kan opfylde sine forpligtelser, alkoholforbrug resulterer i sociale problemer, alkoholforbrug resulterer i helbredsproblemer, alkoholforbrug resulterer i risikable situationer, et stop for alkohol medfører abstinenser og alkoholtolerance er fremkommet med brugen. Alkoholforbrug kan påvirke alle dele af kroppen, men påvirker i særdeleshed hjernen, hjertet, leveren, nyrerne og immunsystemet. Alkoholisme kan medføre sindssygdom, delirium tremens, Wernicke–Korsakoff-syndrom, uregelmæssig hjerterytme, en påvirket immunrespons, skrumpelever og øget risiko for kræft. Druk under graviditet kan resultere i føtalt alkoholsyndrom. Kvinder er generelt mere sårbare end mænd overfor alkohols skadelige effekter, primært på grund af deres gennemsnitligt mindre kropsvægt, lavere evne til at metabolisere alkohol og højere mængde kropsfedt.
Miljømæssige faktorer og genetik er to komponenter, der forbindes med alkoholisme, og vurderes hver at stå for halvdelen af den samlede risiko. En person med en forælder eller søskende med alkoholisme har 3-4 gange højere risiko for også selv at blive udvikle alkoholisme i forhold til andre. Blandt miljømæssige faktorer er social, kulturel og adfærdsmæssig indflydelse. Højt stressniveau og angst, såvel som let og billig adgang til alkohol, øger ligeledes risikoen. En person, der stopper med at drikke alkohol, kan  opleve abstinenser på et lavt niveau i flere måneder efter. Mange kan anspores til at fortsætte med at drikke for at forhindre eller afbøde abstinenser. Lægevidenskabeligt set betragtes alkoholisme som både en fysisk og en mental sygdom. Spørgeskemaer og visse blodprøver kan somme tider afsløre potentiel alkoholisme. Herefter indsamles yderligere information for at kunne bekræfte diagnosen.
Man kan forebygge alkoholisme ved at regulere og begrænse salg af alkohol, beskatte alkohol for at gøre den dyrere samt tilbyde billig behandling. Der findes flere måder at behandle folk for alkoholisme. På grund af de medicinske problemer, der kan opstå i form af abstinenser, bør alkoholafgiftning kontrolleres omhyggeligt. En udbredt metode involverer brug af  benzodiazepiner som diazepam. De kan enten gives under ophold på en institution eller regelmæssigt mens patienten bliver i sit lokalsamfund under tæt tilsyn. Mental sygdom eller andre afhængigheder kan komplicere behandlingen. Efter afgiftning anvendes gruppeterapi eller støttegrupper til at afholde en person fra at vende tilbage til at drikke. En ofte benyttet form for støtte er gruppen Anonyme Alkoholikere. Medikamenterne acamprosat, disulfiram (Antabus) eller naltrexon kan også bruges til at forhindre personen i at drikke.
Verdenssundhedsorganisationen har vurderet, at pr.  2010 var der 208 millioner mennesker med alkoholisme på verdensplan (4,1% af befolkningen over 15 år). Pr.  2016 findes der ifølge Sundhedsstyrelsen omkring 147.000 personer i Danmark, der er afhængige af alkohol, hvilket svarer til omkring 3,07% af befolkningen over 15 år. Alkoholisme er mest udbredt blandt unge mænd, og ses sjældent i ældre aldersgrupper. Geografisk set er det mindst udbredt i Afrika (1,1% af befolkningen) og mest udbredt i Østeuropa (11%). Alkoholisme var den direkte årsag til 139.000 dødsfald i 2013, hvilket var en stigning fra 112.000 dødsfald i 1990. Alkohol menes samlet set at forårsage 3,3 millioner dødsfald årligt (5,9% af alle dødsfald). Alkoholisme reducerer typisk en persons forventede levealder med omkring ti år. Igennem tiden er der blevet brugt mange, betegnelser, ofte nedgørende, til at betegne folk, der rammes af alkoholisme; blandt disse er ord som dranker, spritter, drukkenbolt, fyldebøtte, bums, fulderik, sut og den almindeligt anvendte betegnelse, alkoholiker. I 1979 frarådede Verdenssundhedsorganisationen brugen af begrebet "alkoholisme" på grund af dets upræcise betydning, og anbefalede i stedet "alkoholafhængighedssyndrom".

## Tegn og symptomer
Risikoen for alkoholafhængighed begynder ved lavt alkoholindtagelse og øges gradvist, hvis der drikkes en større mængde alkohol og/eller der udvikles et mønster med at drikke meget store mængder ved bestemte lejligheder, til man bliver beruset.

### Langtidsmisbrug
Alkoholisme er kendetegnet ved en øget tolerance overfor alkohol. Det betyder, at et individ kan indtage gradvist mere og mere alkohol  og er fysisk afhængig af alkohol, hvilket gør det svært for personerne at kontrollere deres alkoholindtag. Den fysiske afhængighed forårsaget af alkohol kan give en person en meget stærk trang til at drikke alkohol. Disse egenskaber spiller en rolle i alkoholikerens stadigt mindre evne til at holde op med at drikke. Alkoholisme kan have negative effekter på det mentale helbred, bidrage til psykiatriske lidelser og øge risikoen for selvmord. Et depressivt humør er et udbredt symptom blandt personer med kraftigt alkoholmisbrug.

### Advarselstegn
Blandt advarselstegn på alkoholisme er indtagelse af stigende mængder alkohol og regelmæssig beruselse, et fokus på alkoholindtagelse i en grad så det udelukker andre aktiviteter, brudte løfter om at stoppe med at drikke, den manglende evne til at huske hvad der blev sagt eller gjort under beruselsen (ofte kendt som "blackouts"), personlighedsforandringer i forbindelse med alkoholindtagelsen, benægtelse eller fabrikering af undskyldninger for alkoholindtagelsen, afvisning af at indrømme den voldsomt alkoholindtagelse, dysfunktion eller andre problemer på arbejdet eller i skolen, manglende interesse for personlig hygiejne, ægteskabelige og økonomiske problemer, samt beklagelser omkring dårligt helbred, med tab af appetit, respiratoriske infektioner eller øget angst.

#### Fysiske

##### Kortvarige effekter
Denne artikel bør gennemlæses af en person med fagkendskab for at sikre den faglige korrekthed.

At drikke nok til at opnå en alkoholpromille på 0,3–1,2 medfører typisk en generel stigning i humør og mulig eufori (en "glad" fornemmelse), en øget selvtillid og omgængelighed, mindsket angst, et  blussende, rødligt udseende i ansigtet og svækket dømmekraft og finmuskulær koordination. En promille på 0,9 til 2,5 forårsager sløvhed, bedøvelse, balanceproblemer og omtåget syn. En promille på 1,8 til 3 forårsager dyb forvirring, svækkede taleevner (f.eks. utydelig tale), vaklen, svimmelhed og opkast. En promille på 2,5 til 4 forårsager stupor, bevidstløshed, anterograd amnesi, opkast (døden kan indtræffe på grund af inhalering af opkast - såkaldt pulmonær aspiration - mens man er bevidstløs) og potentielt livsfarlig hypoventilation. En promille på 3,5 til 8 resulterer i koma (bevidstløshed), livsfarlig hypoventilation og muligvis dødelig alkoholforgiftning. Blandt andre risici er spirituskørsel og at operere tungt maskineri under påvirkning af alkohol, hvilket øger risikoen for ulykker; spirituskørsel er herudover strafbart i mange lande.

##### Langvarige effekter
At drikke mere end genstand om dagen for kvinder eller to for mænd øger risikoen for hjertesygdom, forhøjet blodtryk, atrieflimren eller blodprop eller blødning i hjernen. Risikoen er større hos unge mennesker på grund af en større tendens til druk, som også kan føre til vold eller ulykker. Omkring 3,3 millioner dødsfald (5,9% af alle dødsfald) hvert år menes at skyldes alkohol. Alkoholisme reducerer en persons forventede levetid med omkring ti år. Der findes ingen lægeforeninger, der anbefaler afholdspersoner at begynde at drikke. Længerevarende alkoholmisbrug kan forårsage flere fysiske symptomer, heriblandt skrumpelever, pankreatit, epilepsi, polyneuropati, alkoholisk demens, hjertesygdom, ernæringsmæssige mangler, mavesår og seksuel dysfunktion, og kan ende fatalt. Blandt andre fysiske effekter er en øget risiko for at udvikle hjerte-kar-sygdomme, malabsorption, alkoholisk leversygdom og flere kræftformer. Vedvarende alkoholindtag kan også medføre skade på centralnervesystemet og det perifere nervesystem. Der kan herudover udvikles en lang række immunologiske defekter og være en generaliseret skeletskørhed, samt en tendens til at komme til skade ved ulykker, hvilket også fører til knoglefrakturer.
Kvinder udvikler langvarige komplikationer ved alkoholafhængighed hurtigere end mænd. Herudover har kvinder en højere dødelighed fra alkoholisme end mænd. Blandt eksempler på langvarige komplikationer er hjerne- hjerte- og leverskade og en øget risiko for brystkræft. Hård druk over længere tid har også vist sig at have en negativ effekt på kvinders reproduktive system. Dette medfører reproduktiv dysfunktion såsom anovulation, mindsket æggestokkemasse, problematisk eller uregelmæssig menstruationscyklus og tidlig menopause. Alkoholisk ketoacidose kan opstå hos individer, der kronisk misbruger alkohol og har en nylig tendens til druk. Mængden af alkohol, der kan bearbejdes biologisk, samt effekter heraf, varierer mellem kønnene. Hvis den samme mængde alkohol indtages af mænd og kvinder vil det generelt resultere i at kvinderne har en højere alkoholpromille, da kvinder generelt har en højere procent kropdsfedt og derfor en lavere distributionsvolumen for alkohol end mænd, samt at mænds mave har en tendens til at metabolisere alkohol hurtigere end kvinders.

#### Psykiatriske
Længerevarende alkoholmisbrug kan forårsage en lang række mentale helbredsproblemer. Alvorlige kognitive problemer er udbredte; omkring 10% af alle tilfælde af demens er relaterede til alkoholindtag, hvilket gør det til den næststørste årsag til demens overordnet. Ekstremt alkoholforbrug forårsager hjerneskade, og det psykologiske helbred kan påvirkes stadigt kraftigere over tid. Sociale evner bliver voldsomt svækkede hos personer, der lider af alkoholisme på grund af alkoholens neurotoksiske effekter på hjernen, især på det præfrontale cortex. Blandt de sociale evner, der svækkes af alkoholmisbrug, er svækkelse i opfattelse af ansigtsudtryk, opfattelse af prosodi og problemer med theory of mind; evnen til at forstå humor svækkes også hos alkoholmisbrugere. Psykiatriske lidelser er udbredte blandt alkoholikere, og op til 25% lider af alvorlige psykiatriske forstyrrelser. De mest udbredte psykiatriske symptomer er angstlidelse og klinisk depression. Psykiatriske symptomer forværres typisk i starten af afvænning fra alkohol, men forbedres eller forsvinder efterfølgende ved vedvarende afholdenhed. Psykose, forvirring og organisk hjernesyndrom kan forårsages af alkoholmisbrug, hvilket kan føre til fejldiagnoser såsom skizofreni. Panikforstyrrelse kan udvikles eller forværres som et direkte resultat af længerevarende alkoholmisbrug.
Der findes omfattende dokumentation for, at klinisk depression og alkoholisme ofte ses sammen. Blandt personer med comorbide forekomster skelnes der typisk mellem depressive episoder, der formildes med alkoholafholdenhed ("substansinducerede") og depressive episoder, der er pimære og ikke formildes med afholdenhed ("uafhængige" episoder). Herudover kan brug af andre stoffer også øge risikoen for depression. Psykiatriske forstyrrelser er afhængige af køn. Kvinder med alkoholbrugsforstyrrelse har det ofte sammen med forekomsten af en anden psykiatrisk diagnose som klinisk depression, angst, panikforstyrrelse, bulimi, PTSD eller borderline-personlighedsforstyrrelse. Mænd med alkoholbrugsforstyrrelse har det ofte sammen med forekomsten af narcissistisk eller antisocial personlighedsforstyrrelse, maniodepressivitet, skizofreni, impulsforstyrrelse eller ADHD. Kvinder med alkoholisme har større risiko for at opleve fysiske eller seksuelle overgreb, seksuelt misbrug og vold i hjemmet end kvinder i befolkningen som helhed, hvilket ligeledes kan føre til en højere grad af psykiatriske forestyrrelser og større alkoholafhængighed.

#### Sociale effekter
Alkoholisme medfører ofte alvorlige sociale problemer; disse dilemmaer forårsages af patologiske forandringer i hjernen samt alkoholens berusende effekt. Alkoholmisbrug er forbundet med en øget risiko for at begå kriminalitet, heriblandt børnemishandling, vold i hjemmet, voldtægt, indbrud og overfald. Alkoholisme er forbundet med tab af beskæftigelse, hvilket kan lede til finansielle problemer. Alkoholindtag på upassende tidspunkter, og adfærd der resulterer fra svækket dømmekraft, kan få juridiske konsekvenser såsom sigtelse for spirituskørsel eller forstyrrelse af offentlig ro og orden, eller civilretlige sanktioner for tort. En alkoholikers adfærd og mentale svækkelse under beruselsen kan have en voldsom effekt på folk omkring ham og føre til isolation fra familie og venner. Denne isolation kan føre til ægteskabelige problemer og skilsmisse eller bidrage til vold i hjemmet. Alkoholisme kan også føre til omsorgssvigt, med efterfølgende varig skade på alkoholikerens børns følelsesmæssige udvikling. Dette kan føre til at børn af alkoholikere kan udvikle en række emotionelle problemer - heriblandt at være bange for deres forældre på grund af disses ustabile humør og adfærd. Herudover kan børn af alkoholikere også udvikle en betragtelig skam over deres manglende evne til at frigøre deres forældre fra alkoholismen. Som resultat af denne nederlagsfølelse kan de udvikle forvrængede selvbilleder, der kan medføre depression. Disse problemer kan følge børn af alkoholikere langt ind i voksenlivet, og voksne børn af alkoholikere lider således ofte af problemer såsom at skulle gætter sig til normal adfærd, være overdrevent selvkritiske og nedtrykte, søge konstant bekræftelse og have aversioner mod nære forhold til andre mennesker.

### Alkoholafvænning
Ligesom det er tilfældet med lignende stoffer med en bedøvende-hypnotisk mekanisme, såsom barbiturater og benzodiazepiner, kan afvænning fra alkoholafhængighed være livsfarlig hvis den ikke håndteres ordentligt. Alkoholens primære effekt er en øget stimulation af GABAA-receptorer, der påvirker centralnervesystemet. Efter gentagende, kraftig alkoholindtagelse begynder disse receptorer at blive mindre følsomme og reduceret i antal, hvilket fører til opbygget tolerance og fysisk afhængighed. Hvis alkoholindtagelsen stoppes for pludseligt vil personens nervesystem blive ramt af ukontrollerede impulser igennem synapserne. Dette kan resultere i symptomer såsom angst, livsfarlige krampeanfald, delirium tremens, hallucinationer, rystelser og potentielt hjertesvigt. Andre neurotransmittersystemer er også involverede, især dopamin, NMDA og glutamat.
Alvorlige abstinenser såsom delirium tremens og krampeanfald opstår kun sjældent efter mere end en uge uden alkohol. Den akutte abstinensfase kan defineres som varende mellem en og tre uger. I perioden på 3-6 uger efter stoppet er det typisk øget angst, depression og søvnforstyrrelser; udmattelse og anspændthed kan vare ved i op til 5 uger som en del af de postakutte abstinenser; omkring en fjerdedel af alle alkoholikere, der vænner sig af med alkohol, oplever angst og depression i op til 2 år efter afvænningen. Disse postakutte abstinenser har også kunnet observeres i dyremodeller med alkoholafhængighed og abstinenser.
Alkoholikere rammes herudover af det såkaldte "kindling-fænomen", hvorved hver på hinanden følgende abstinens er mere alvorlig end den tidligere abstinens; dette skyldes neurotilpasninger, der sker som resultat af perioder med afholdenhed efterfulgt af en gen-indførsel af alkohol. Personer, som har haft flere episoder med abstinenser, er mere tilbøjelige til at udvikle krampeanfald, og oplever kraftigere angst under afvænning fra alkohol end alkoholafhængige personer, som ikke tidligere har haft abstinensepisoder. Kindling-effekten fører til vedvarende funktionelle forandringer i hjernens nervebaner såvel som til genudtryk. Kindling resulterer også i intensificering af de psykologiske symptomer på alkoholafvænning. Der findes beslutningsværktøjer og spørgeskemaer, der kan hjælpe læger i deres evaluering af alkoholabstinenser. For eksempel skemaet CIWA-Ar, der objektiverer  alkoholabstinenserne for at kunne vejlede beslutninger om terapi, der muliggør et effektivt interview og samtidig bevarer klinisk brugbarhed, validitet og pålidelighed, hvilket kan sikre den rigtige omsorg for abstinenspatienter, der kan være i livsfare.

## Årsager
En kompleks blanding af genetiske og miljømæssige faktorer påvirker risikoen for at udvikle alkoholisme. Gener der påvirker metabolismen af alkohol påvirker også risikoen for alkoholisme, og det at have alkoholikere i familien medfører ligeledes en øget risiko. En undersøgelse har konkluderet at alkoholforbrug i en tidlig alder kan påvirke genudtryk, der øger risikoen for alkoholafhængighed. Personer, der har en genetisk tilbøjelighed til alkoholisme, begynder typisk også at drikke i en tidligere alder end gennemsnittet, og omkring 40% af alkoholikere vil allerede drikke voldsomt i deres sene ungdomsår. Det er ikke helt klart hvorvidt denne association er kausal eller korrreleret, og nogle forskere er uenige i dette syn.
Psykiske traumer fra barndommen forbindes med en generelt højere risiko for stofafhængighed. En mangel på støtte fra omgivelserne forbindes med øget risiko for at udvikle alkoholisme. Genetik og ungdom forbindes med en øget følsomhed overfor kronisk alkoholmisbrugs neurotoksiske effekter. Disse neurotoksiske effekter kan degenerere hjernebarken og herigennem øge impulsiv opførsel, hvilket kan bidrage til at man udvikler, eller bliver fastholdt i, alvorlige alkoholforstyrrelser. Der findes beviser for at i hvert fald en del af den alkoholforårsagede skade på centralnervesystemet kan genoprettes hvis man efterfølgende holder sig fra alkoholen. Brug af cannabis er blevet forbundet med senere alkoholproblemer. Omvendt er alkoholforbrug også blevet forbundet med en øget sandsynlighed for senere at anvende tobak og andre substanser såsom cannabis.

### Tilgængelighed
Alkohol er det mest lettilgængelige, bredt indtagede og ofte misbrugte rekreative stoffer i verden. Øl alene er verdens mest brugte alkoholiske drikkevare; det er den tredjemest populære drik efter vand og te. Øl menes at være verdens ældste fermenterede drik.

### Genetisk variation
Genetiske variationer påvirker ofte personers risiko for at udvikle alkoholisme. Nogle af disse variationer er mest udbredte hos personer med forfædre fra særlige områder, såsom Afrika, Østasien, Mellemøsten og Europa. Varianterne med stærkest indvirkning er i gener, der koder de centrale enzymer i alkoholmetabolisme, ADH1B og ALDH2. Disse genetiske faktorer påvirker den hastighed som alkohol og dens tidlige metabolske produkt, acetaldehyd, metaboliseres - jo hurtigere alkoholen kan metaboliseres, desto mindre risiko for udvikling af alkoholisme. Variationerne findes i forskelligt omfang hos personer fra forskellige dele af verden.
Blandt de alkoholdehydrogenase-alleler der forårsager hurtigere metabolisme af alkohol til acetaldehyd er ADH1B*2; den oftest ses hos personer fra Østasien og Mellemøsten og ADH1B*3, der kun ses hos visse personer af afrikansk afstamning såvel som bestemte stammer af oprindelige amerikanere. Omvendt reducerer allelen ALDH2*2 kraftigt den hastighed hvorved acetaldehyd, det første produkt af alkoholmetabolisme, fjernes ved konvertering til acetat - og øger dermed kraftigt risikoen for at udvikle alkoholisme.
Et helgenomsassociationsstudie (Genome-wide association study eller GWAS) af mere end 100.000 personer fandt at varianter af genet KLB, der koder transmembranproteinet β-Klotho, var kraftigt associeret med alkoholindtag. Proteinet β-Klotho er et essentielt stof i membranreceptorer for hormoner involveret i modulering af appetit for monosakkarider og alkohol. Et GWAS forskelle i alkoholindtag og alkoholafhængighed, omend de to er forbundet i en vis grad.

## Behandling
Som ved alle misbrugsformer er det lettere at forebygge end at helbrede, hvorfor der tilrådes en behersket tilgang til alkohol. 
Behandling kan være medicinsk eller psykologisk.

### Terapi
Behandlingscentre for misbrugere tilbyder behandling af de afhængige.
Kommunale og regionale alkoholbehandlingsinstitutioner tilbyder gratis alkoholbehandling til alle borgere. 
Nogle alkoholbehandlinger tilbyder også rådgivning, støtte eller behandling til pårørende. I familieorienteret alkoholbehandling behandles alkoholafhængigheden og de belastninger, den har påført relationerne mellem familiemedlemmerne.

### Minnesotamodellen
Minnesotamodellen bygger på Anonyme Alkoholikere. Der er tale om en behandlingsform, Anonyme Alkoholikeres 12-trins program er styringsinstrumentet. En Minnesotabehandling er rammen om en behandling af afhængighed, der anvender en række forskellige terapeutiske teknikker. Minnesotamodellen er en pragmatisk, handlings-og resultatorienteret behandlingsform. Et vigtigt element er identifikation: Det er alkoholikere, der behandler alkoholikere. I en moderne professionel Minnesotabehandling er det imidlertid ikke tilstrækkeligt blot at være ædru alkoholiker for at kunne arbejde inden for misbrugsbehandling. Det kræver en faglig, terapeutisk uddannelse for at kunne bestride alkoholrådgivning og behandling.
Der findes i Danmark en række behandlingscentre, der anvender Minnesotamodellen som behandlingsfilosofi. Behandlingscenter Tjele er det ældste og største af sin art.

### Kognitiv behandling
Kognitive behandlingsmetoder benyttes af steder som ikke har den religiøse tilgang som Minnesotabehandlingen ofte har. Der arbejdes hen mod at lære borgeren at gennemskue de, for dem skjulte adfærdsmønstre der fører til at de igen og igen begynder at drikke selvom de ønsker det stik modsatte. I den kognitive model er der en høj grad af brugerindflydelse på eget behandlingsforløb.